# Corvino San Quirico
Corvino San Quirico (Crué in dialetto oltrepadano) è un comune italiano di 946 abitanti della provincia di Pavia in Lombardia. Si trova nell'Oltrepò Pavese, sulle colline presso lo sbocco in pianura del Rile San Zeno (Arià nel dialetto locale). La frazione Fumo, maggior centro abitato del comune, si trova ai piedi delle colline, ai bordi della ex statale Padana Inferiore.

## Storia
Una derivazione del nome dal ligure car-ven, ovvero (ipoteticamente), "valle tra i monti", come proposto per esempio da mons. Clelio Goggi, appare abbastanza inverosimile: più probabilmente deriva dal gentilizio Corvinus di un proprietario di epoca romana.
Se è corretta l'identificazione con una corte detta Carvina, la località appare poi nel X secolo come appartenente al monastero di San Salvatore di Pavia. La chiesa di San Quirico derivò probabilmente dalla scissione di un'antica parrocchia dei Santi Quirico e Giulitta (che sono sempre venerati insieme) che diede origine anche alla vicina chiesa di Santa Giuletta. Nell'ambito del dominio pavese (dal 1164) appartenne alla podesteria o squadra di Casteggio. Ne fu però separato nel XV secolo, ed infeudato nel 1470 a Guido Antonio Arcimboldi, e nel 1504 ai Mezzabarba di Pavia. Questi ultimi, che ricevettero il titolo di conti di Corvino, tennero il feudo fino alla loro estinzione nel XVIII secolo (Johann Emanuel Joseph von Khevenhüller-Metsch, consorte dell'ultima dei Mezzabarba, fu l'ultimo conte feudatario di Corvino). Il comune di Corvino assorbì prima del XVIII secolo l'antico comune di Castagnino, di incerta localizzazione.
A partire dalla seconda metà del XIX secolo cominciò a svilupparsi ai piedi delle colline la frazione Fumo, che nel secolo successivo superò per dimensioni lo stesso capoluogo.

### Simboli
Lo stemma e il gonfalone sono stati concessi con decreto del presidente della Repubblica del 9 ottobre 2002.
Il gonfalone è un drappo partito di bianco e di verde.

## Società

### Evoluzione demografica
Abitanti censiti

## Amministrazione

### Altre informazioni amministrative
Il comune parte della Comunità Montana Oltrepò Pavese.